# José Francisco González González

Wappen von José Francisco González González

José Francisco González González (* 17. März 1966 in Yahualica) ist ein mexikanischer Geistlicher und römisch-katholischer Erzbischof von Tuxtla Gutiérrez.

## Leben
Der Erzbischof von Guadalajara, Juan Kardinal Sandoval Íñiguez, weihte ihn am 4. Juni 1995 zum Priester.
Papst Benedikt XVI. ernannte ihn am 14. Februar 2008 zum Weihbischof in Guadalajara und Titularbischof von Feradi Maius. Der Erzbischof von Guadalajara, Juan Kardinal Sandoval Íñiguez, spende ihm am 10. April desselben Jahres die Bischofsweihe; Mitkonsekratoren waren Christophe Pierre, Apostolischer Nuntius in Mexiko, José Luis Chávez Botello, Erzbischof von Antequera, Oaxaca, Carlos Aguiar Retes, Bischof von Texcoco, und Miguel Romano Gómez, Weihbischof in Guadalajara.
Papst Franziskus bestellte ihn am 13. Dezember 2013 zum Bischof von Campeche. Die Amtseinführung fand am 12. Februar des folgenden Jahres statt. Am 26. Februar 2025 ernannte ihn Papst Franziskus zum Erzbischof von Tuxtla Gutiérrez. Die Amtseinführung erfolgte am 25. April desselben Jahres.